# Lüszisztraté (opera)
A Lüszisztraté Petrovics Emil egyfelvonásos vígoperája, amelyet eredetileg a Miskolci Nemzeti Színház felkérésére írt, itt is volt a darab első verziójának ősbemutatója 1962-ben, de az opera végleges formáját csak a Magyar Rádió felkérésére végzett változtatások után nyerte el.

## Az opera története
A Lüszisztraté valójában sokkal fiatalabb darab, mint a szerző előző operája a C’est la guerre. A Miskolci Nemzeti Színház még 1958 végén kérte fel a zeneszerzőt az opera megírására. Ez az első változat mindössze két hét alatt készült el, de az ősbemutatóra 1962-ig kellett várni. A Lüszisztraté első változatában Arisztophanész drámájának musicalszerű megzenésítése volt: színészek voltak a miskolci előadás szereplői, nem hivatásos operaénekesek, és táncokkal vitték előre a cselekményt.
A vígopera második változata a C’est la guerre nagy sikerű bemutatója után készült el. Ez esetben Petrovics már igényesebb munkát végzett: koncert vígoperává alakította darabját, amelyet először a Magyar Rádióban mutatták be, csak ezután került sor az 1971. november 3-án lezajlott operaházi bemutatóra.
Arisztophanész vígjátékát Devecseri Gábor fordította le a zeneszerző számára, és ő alakította át használható opera librettóvá is a darabot.

## Az opera szereplői és helyszínei
| Szereplő           | Hangfekvés       |
| ------------------ | ---------------- |
| Lüszisztraté       | szoprán          |
| A női kar vezetője | koloratúrszoprán |
| Férfi karvezető    | tenor            |

- Kórus: athéni férfiak és nők
- Történik: Athénban, a peloponnészoszi háború idején
- Színhely: Az akropolisz és környéke
- Játékidő: 40 perc

## Az opera cselekménye
Nincs egy hagyományos értelemben körülhatárolható cselekménye az operának. A lazán egymáshoz kapcsolódó részek a következők: I. rész: Háború van és a háború gondja a nőké, a nép a békéhez fohászkodik, ezután vitatkoznak a háborúról, a nők esküt tesznek, hogy addig nem élnek házas életet férjükkel, amíg azok be nem fejezik a háborút, a férfiak nyomorultul szenvednek, verekedés tör ki a fellegvár előtt. II. rész: A nők elfoglalják a fellegvárat. Egyre jobban érzik a férfiak hiányát. Férfi kellene, fohászkodnak, ezután kuplét mondanak a női nemről. III. rész: A férfiak és a nők kibékülnek, végre véget ért a háború. Lüszisztraté diadalmasan vonul be.

## Az opera zenéje
Már a műfaji megjelölés egyértelművé teszi, hogy a szerző nem él az opera dramaturgia eszközeivel. A Lüszisztraté koncertszerűen egymáshoz illesztett zeneszámok sorozata, amelyek azért mégis logikusan követik egymást. Szóló szerepe csak a címszereplőnek és a karvezetőnek van. Minden egyén a táncosok és a kar feladata. Az énekesek és a táncosok összetett játéka az antik színházat idézi fel. A zeneszerző célja az volt, hogy mai eszközökkel egy képzeletbeli görög zenét komponáljon meg.
Petrovics zenéjében felfedezhető Orff és Stravinsky hatása, de a szerzőre termékenyítőbben hatott Ravel és Prokofjev muzsikája. A dzsesszes elemekkel átszőtt muzsika olykor lírai hatásokat is felmutat. Az opera zenéje nem kapcsolódik irányzatokhoz. Megidézi az ősi, antik hangzásvilágot. A szerző saját bevallása szerint nem akart iskolát teremteni. A zene mindvégig táncos karakterű, a jelenet-komponálásban előtérbe nyomult a mozgás, a tánc és a koreografikus mozgások.